# Tratado de Mon-Almonte

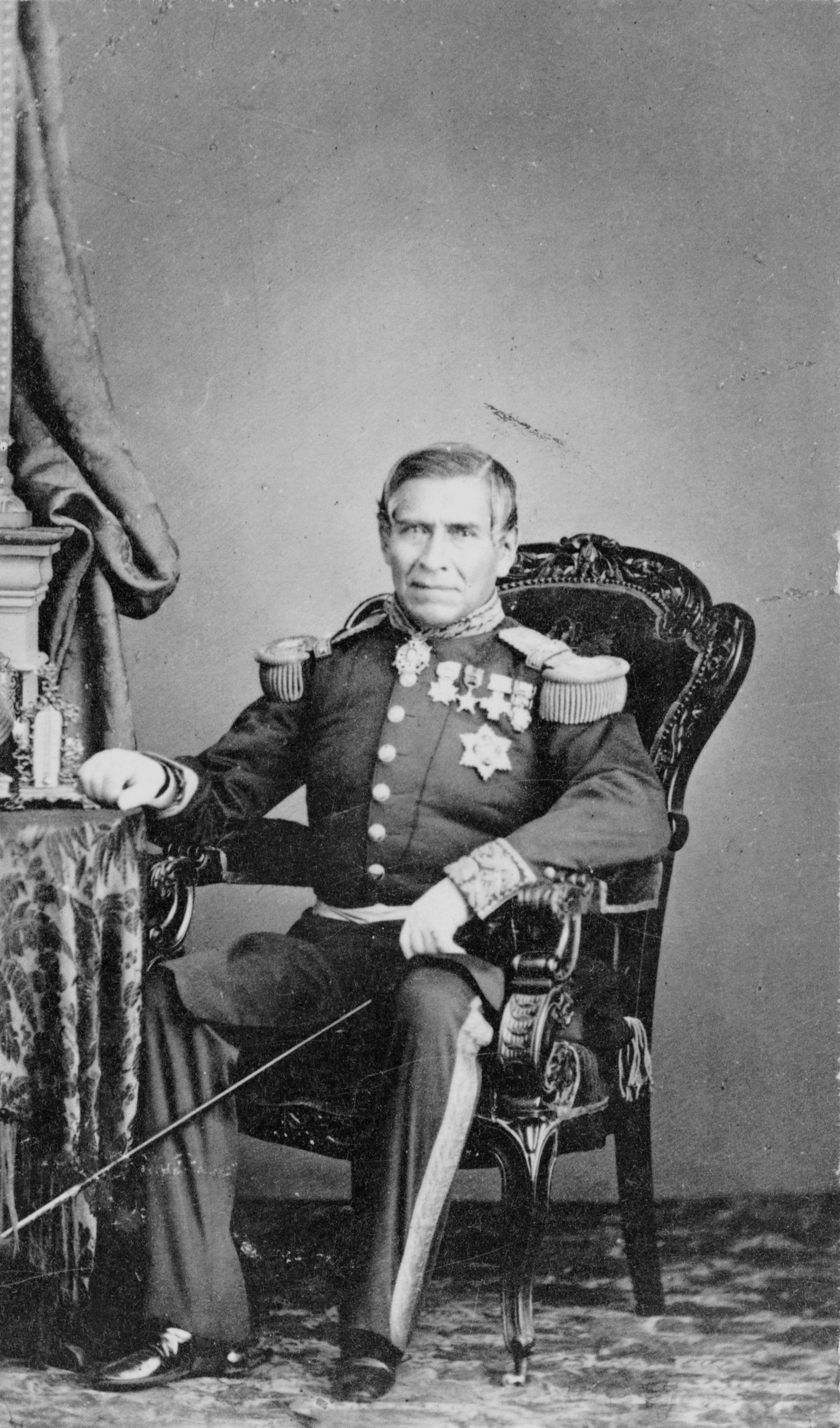
Juan Nepomuceno Almonte.

El Tratado de Mon-Almonte fue firmado en Paris el 26 de septiembre de 1859 por Juan Nepomuceno Almonte, conservador mexicano y Alejandro Mon, representante de la reina Isabel II de España; en el cual se restablecen las relaciones entre México y España.
Este tratado fue firmado por los conservadores mexicanos, en su búsqueda de apoyo en su lucha contra los liberales durante la guerra de Reforma. Entre los principales aspectos del tratado se contemplaba un préstamo a la facción conservadora, el cual debía ser pagado al triunfo de estos, pero esta deuda terminó pasando al gobierno liberal el cual fue al final vencedor, entrando en la capital el 25 de diciembre de 1860, agregándose a la ya de por sí cuantiosa deuda externa con las naciones europeas. 
Se ratificaba el Convenio de 1853, en el que Santa Anna se comprometió a pagar una deuda de gran consideración procedente desde la época del Virreinato. Juárez se negó a reconocer el tratado al considerar al gobierno conservador ilegítimo.
Con este tratado los conservadores pretendieron llamar la atención de las coronas europeas para apoyar su causa; pero este tratado al igual que su homólogo firmado con los Estados Unidos, nunca entraría en vigor.